# Koepelhof
De Koepelhof is een lusthof in de Franse tuin van het Kasteel van Versailles.
De Koepelhof is enkele malen veranderd. In 1677-1678 zijn er twee paviljoens gebouwd, waarvan de fundering deels nog te zien is in het nieuwe museum van de Grote Stal.
In het midden van de Koepelhof ligt een achthoekige vijver.
In de Koepelhof bevinden zich sinds 1704 de twee beeldengroepen die eerst in het Apollobad stonden. Het zijn de beeldengroepen:
- Apollo bediend door de nimfen gemaakt door Girardon en Regnaudin
- De Zonnepaarden gemaakt door Marsy en Guérin